# Trop la classe verte !
Ne doit pas être confondu avec Trop la classe !.
Pour plus de détails, voir Fiche technique et Distribution.
Trop la classe verte ! est un téléfilm français réalisé par Dimitri Bodianski et Johan Chiron et diffusé sur Disney Channel en février 2010.
Il s'agit d'un spin-off de la série télévisée Trop la classe ! diffusée à partir de 2006 sur Disney Channel.

## Synopsis
Et si toute la bande de Trop la classe se mettait au vert ?
C'est enfin l'heure du départ en classe verte pour Valentine, Nico, Dunk, Charlotte et tous les autres héros très « citadins » de la série Trop la Classe. Mais leur petit voyage scolaire écologique se révèle plus épique que prévu... Plongés dans un univers qui leur est quasi inconnu (la nature), la petite bande se retrouve confrontée à une série d'embrouilles qui pourraient bien contrarier leur objectif : « passer la semaine la plus génialissime de toute not' vie ! ».

## Fiche technique
- Réalisation : Dimitri Bodianski et Johan Chiron
- Scénario : Sophie Girard et Johan Chiron
- Direction de la Photo : Pascal Baillargeau
- Production : KBP et Disney Télévision France
- Genre : Comédie
- Durée : 62 minutes
- Date de diffusion : 
  - France - 19 février 2010

## Distribution
- Côme Levin : Nico
- Emmanuel Garijo : Vincent
- Gauthier Battoue : Thomas
- Vincent Paillier : Jean-Loic
- Nina Melo : Charlotte
- Marieke Bouillette : Valentine
- Juliette Lopes Benites : Juliette
- Manon Azem : Dunk
- Théo Sentis : Hugo
- Marine Kailey : Marine
- Dorothée Pousseo : Béatrice
- Guilhem Simon : Prem's
- Arthur Ligerot : Arthur
- Maxime-Henry Benhamou : Maxime
- Laurence Jeanneret : Melle Plantard
- Sarah Bismuth : Sarah
- Clément Moreau : Olivier